# Рісірі (гора)
Гора Рісірі — окремо розташована гора на острові Рісірі на півночі Хоккайдо, Японія. Рісірі має висоту 1721 м над рівнем моря. Гора має вулканічне походження, тип стратовулкан. Гора Рісірі розташовується між містами Рісірі та Рісірі-Фудзі. Гора входить до національного парку Рісірі Ребун Саробецу, визначена однією зі 100 відомих гір Японії.

## Опис

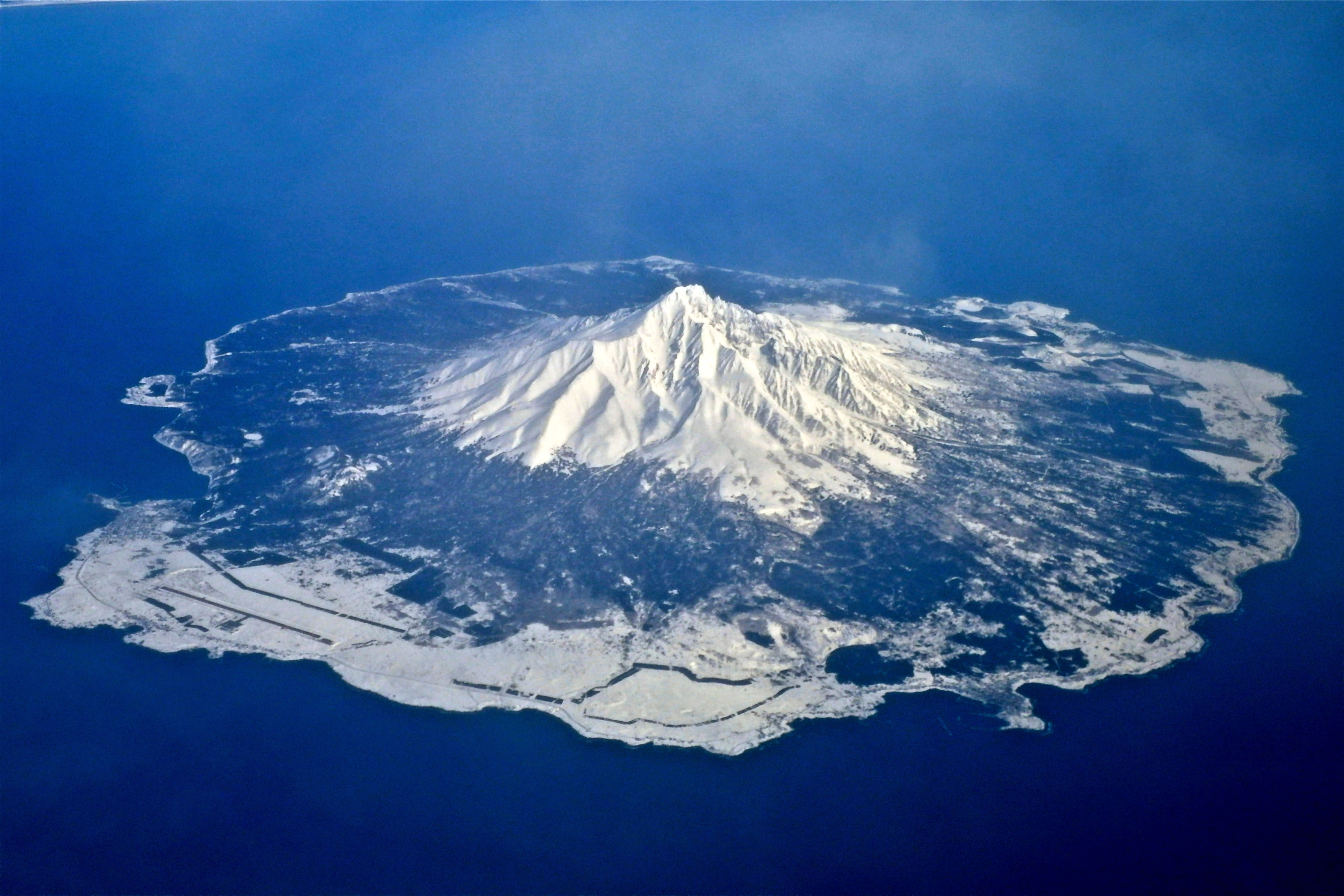
Вид на гору Рісірі з висоти

Вулкан Рісірі був активним близько 200 000 років і досяг своєї нинішньої форми приблизно 40 000 років тому. Зараз вулкан не активний, має значні руйнівні процеси поверхні через вивітрювання, ерозія значно зруйнувала вершину гори, й кратер зруйновано, тому чудово можна спостерігати його внутрішню структуру з південно-західного схилу. Кратер гори має хребет з двома вершинами: північна має висоту 1719 м, а південна — 1721 м.
Гора розташована в помірному кліматичному поясі, мусонного типу. Клімат має чотири сезони, холодну та сніжну зиму, тепле та вологе літо, прохолодну осінь та весну. В зимовий період гора покрита снігом.

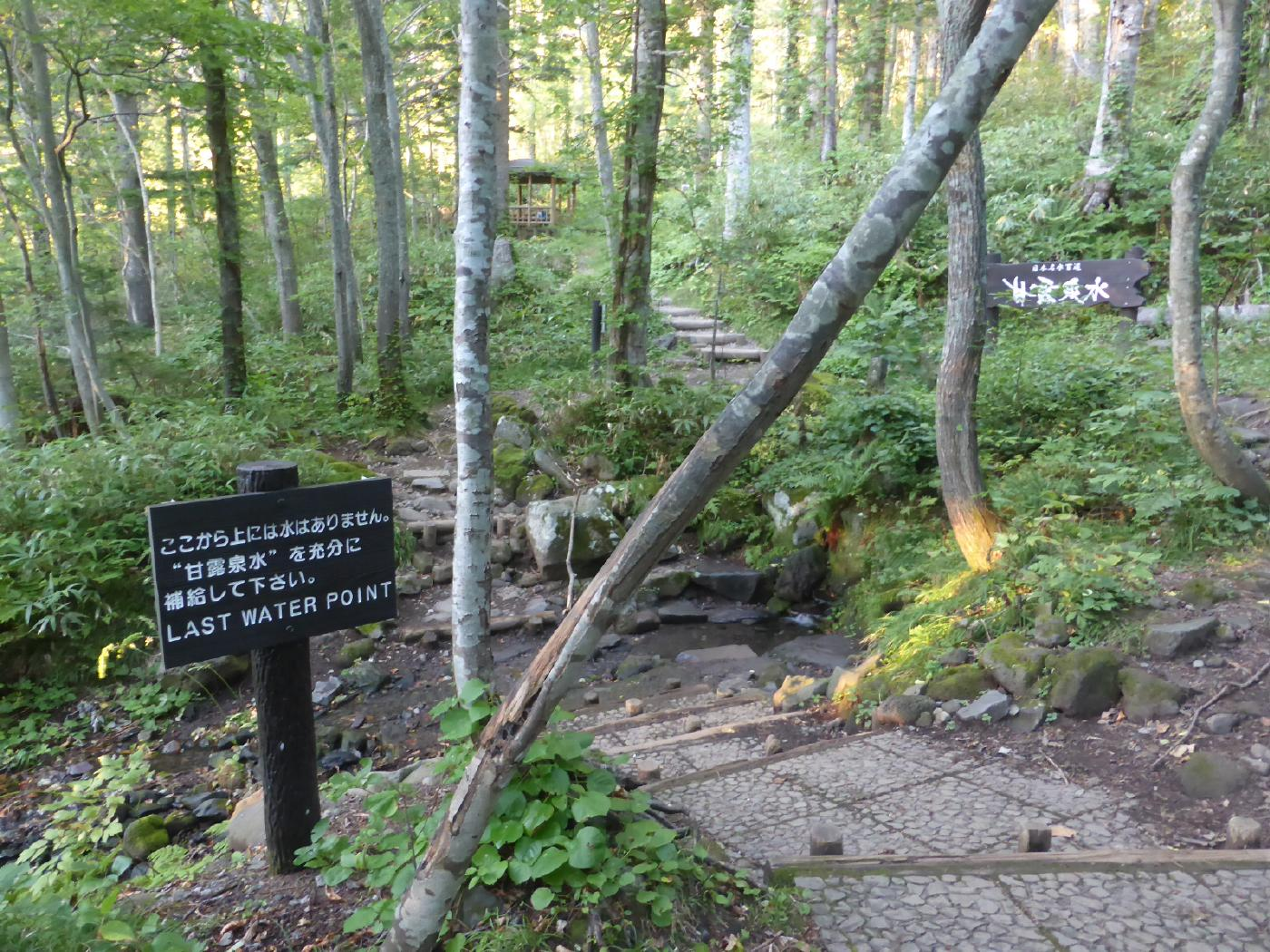
Kanro Sensui, одна зі 100 найвідоміших водойм Японії

На північному схилі гори Рісірі на висоті приблизно 290 м над рівнем моря знаходиться джерело Kanro Sensui, вода якого має температуру 5,5 °C протягом року. В 1985 році Міністерство навколишнього середовища Японії додало джерело у список 100 найвідоміших вод Японії. Джерело популярне серед альпіністів та туристів.

## Альпінізм на горі Рісірі
Вперше в 1890 році Ісодзіро Амано, чернець з провінції Кії, піднявся на вершину гори з північної сторони та створив храм Фудо Міо. Наступного року, у 1891 році, Січізабуро Мідзусіна та Юдзі Вада піднялися на гору з метою зйомки місцевості, а 10 жовтня 1899 року Кійохіко Тейт з Департаменту геодезії піднявся на гору та вибрав першу точку тріангуляції. Гірську тропу було прокладено вперше місцевими мешканцями Кумазу Сайто та його сином Шузо в 1917 році та було завершено у 1921 році Протягом зими 1935—1936 рр. чотири людини здійснили перше успішне сходження маршрутом. Перше сходження через південний хребет було здійснено 16 липня 1952 року Ямагуті та трьома іншими альпіністами.
Вершина гори розділена на північну вершину (1719 м) і південну вершину (1721 м), але шлях до найвищої вершини небезпечний через розвинений обвал. Для скелелазіння використовується західна, східна, південна сторона і хребет Сенбоші. У ясний день з гори можна побачити майже весь острів Рісірі, острів Ребун, берегову лінію острова Хоккайдо, острів Сахалін.

### Туристичні стежки
По горі прокладені три стежки: на північній стороні гори (пішохідна стежка Осідомарі), на західній стороні острова (пішохідна стежка Куцугата, та природна стежка Хіменума Поняма на північній стороні, яка починається трохи на схід від стежки Осідомарі, а потім приєднується до неї.
Стежка Осідомарі є найбільш популярною серед туристів, вона має довжину 12,92 км, висоту підйому 1497 м, джерело питної води та п'ять майданчиків для відпочинку. На вершині гори Рісірі є святилище, невелика зона відпочинку та оглядовий майданчик.
Траса Куцугата коротка, до стежки є автошлях (до висоти 450 м), три майданчики для відпочинку, але вона має важкі місця для проходження.
На горі немає туалетів, але на майданчиках відпочинку є спеціальні кабінки для портативних туалетів, які туристи та альпіністи повинні мати та після використання забрати додому.
В зимовий період гора використовується для катання на лижах.

## Галерея

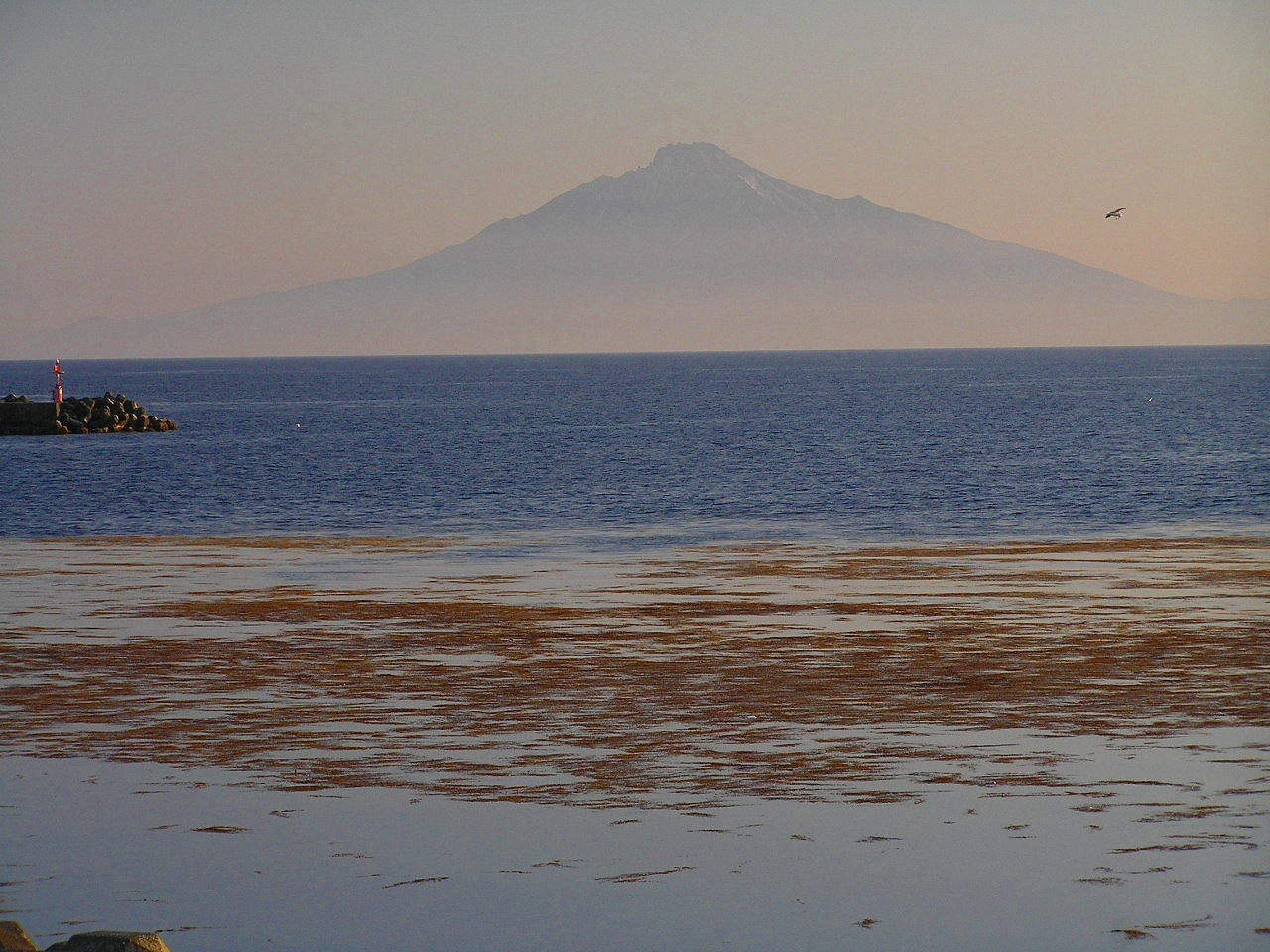
Рісірі Фудзі на початку літа, видно змісу Ношаппу
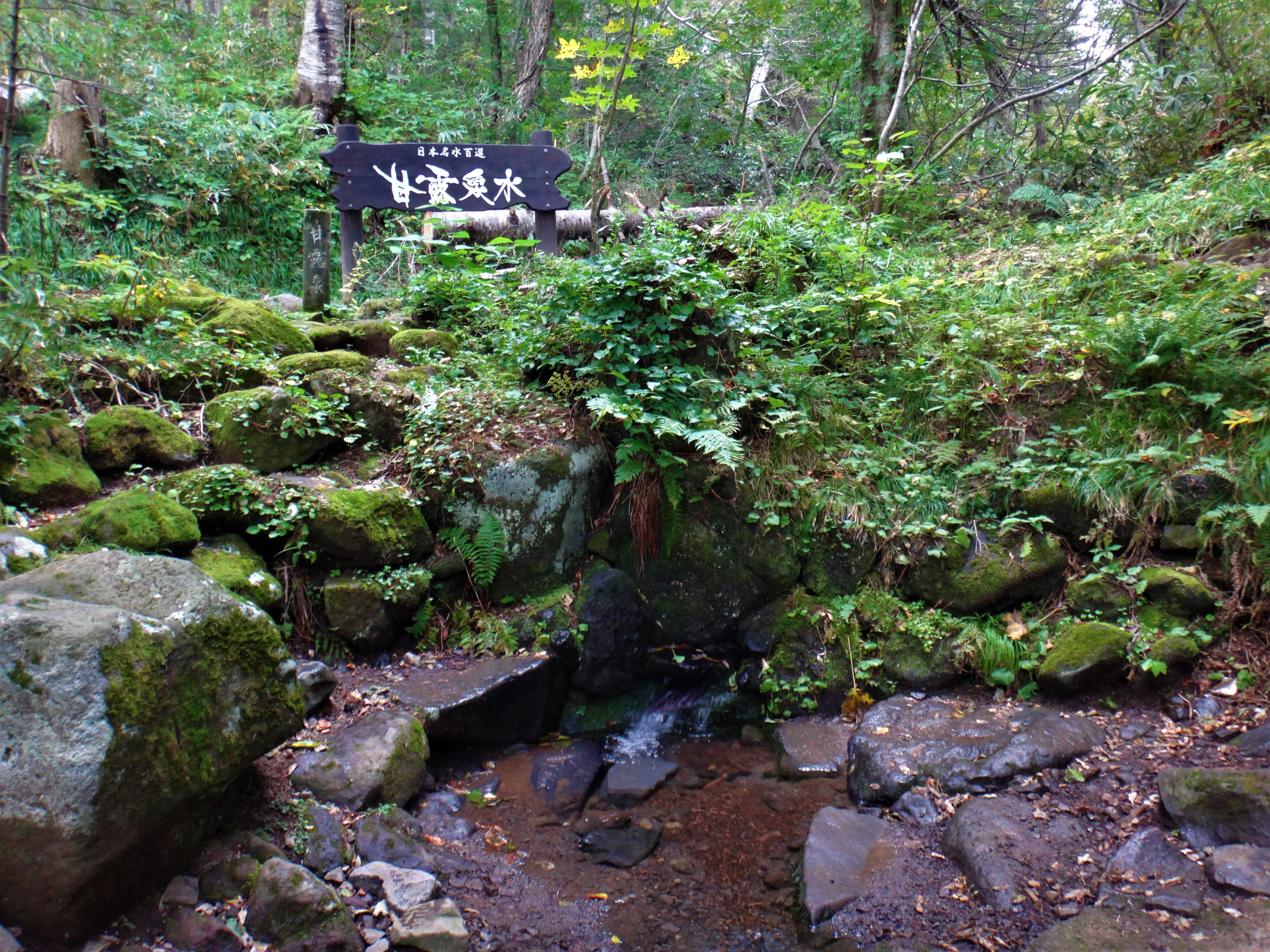
Джерельна вода Канро біля північного піхохідного табору
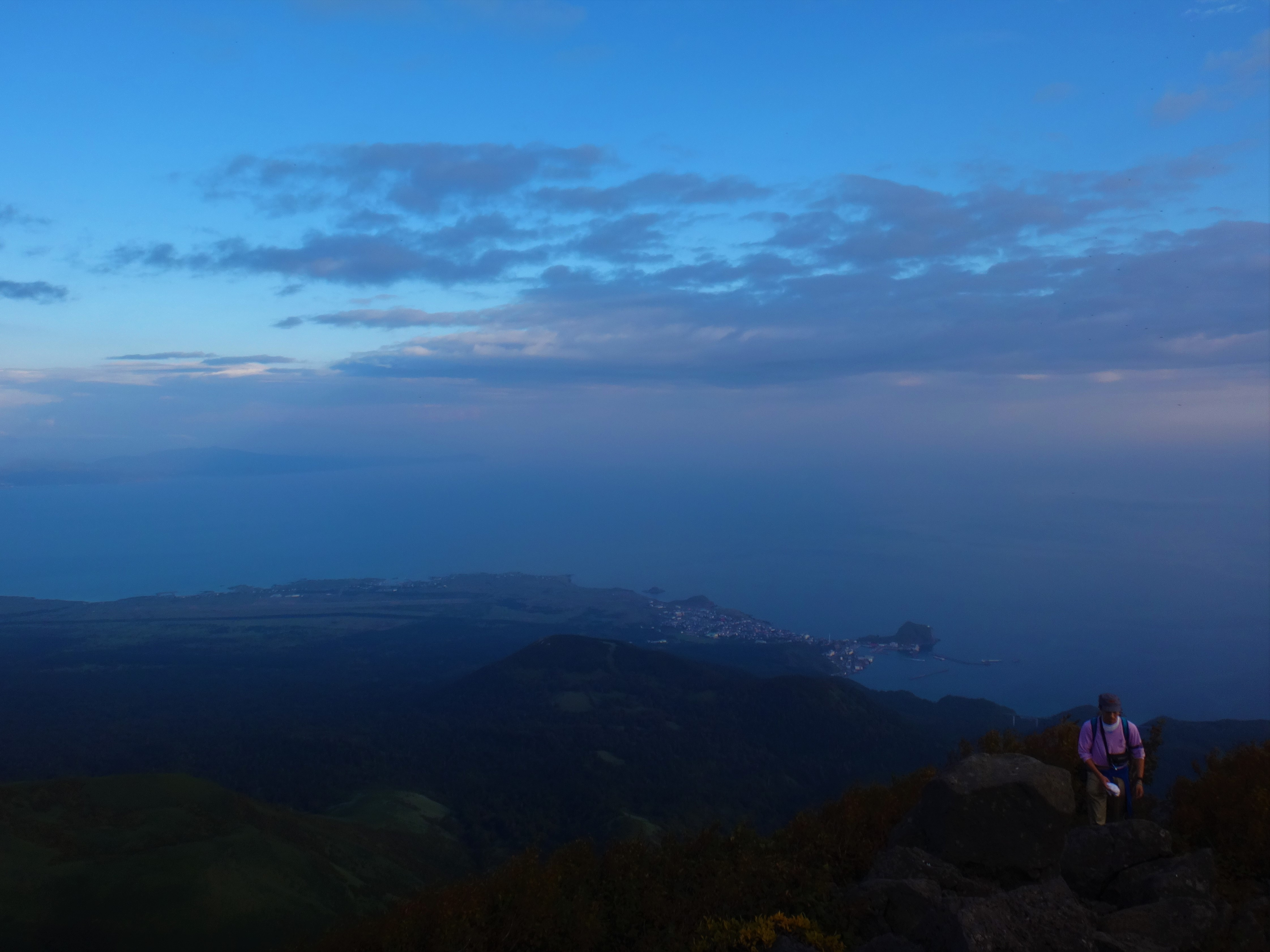
Курс Ошідомарі на світанку
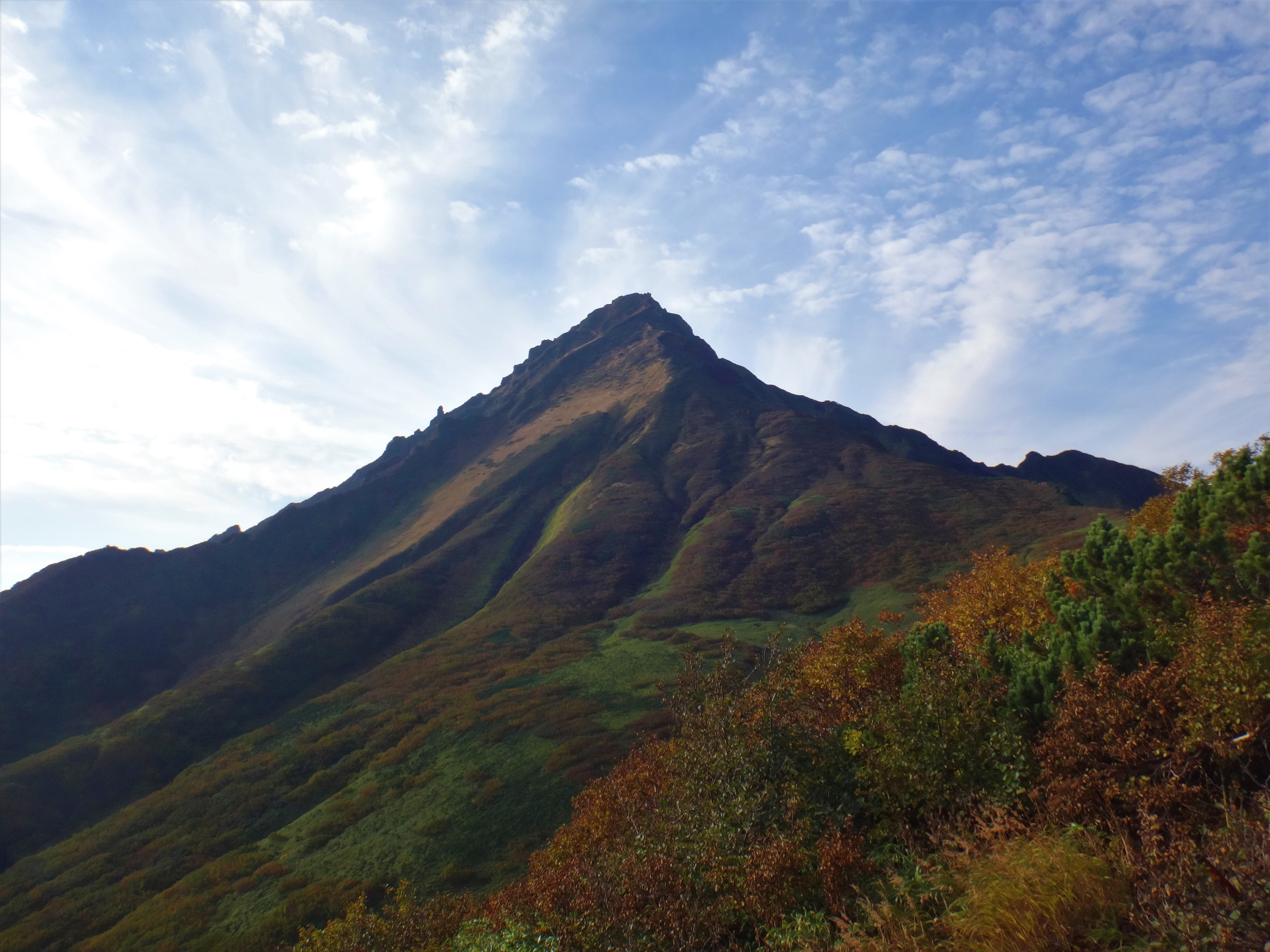
Вид на гору Рісірі з 8-ї станції, гора Чой
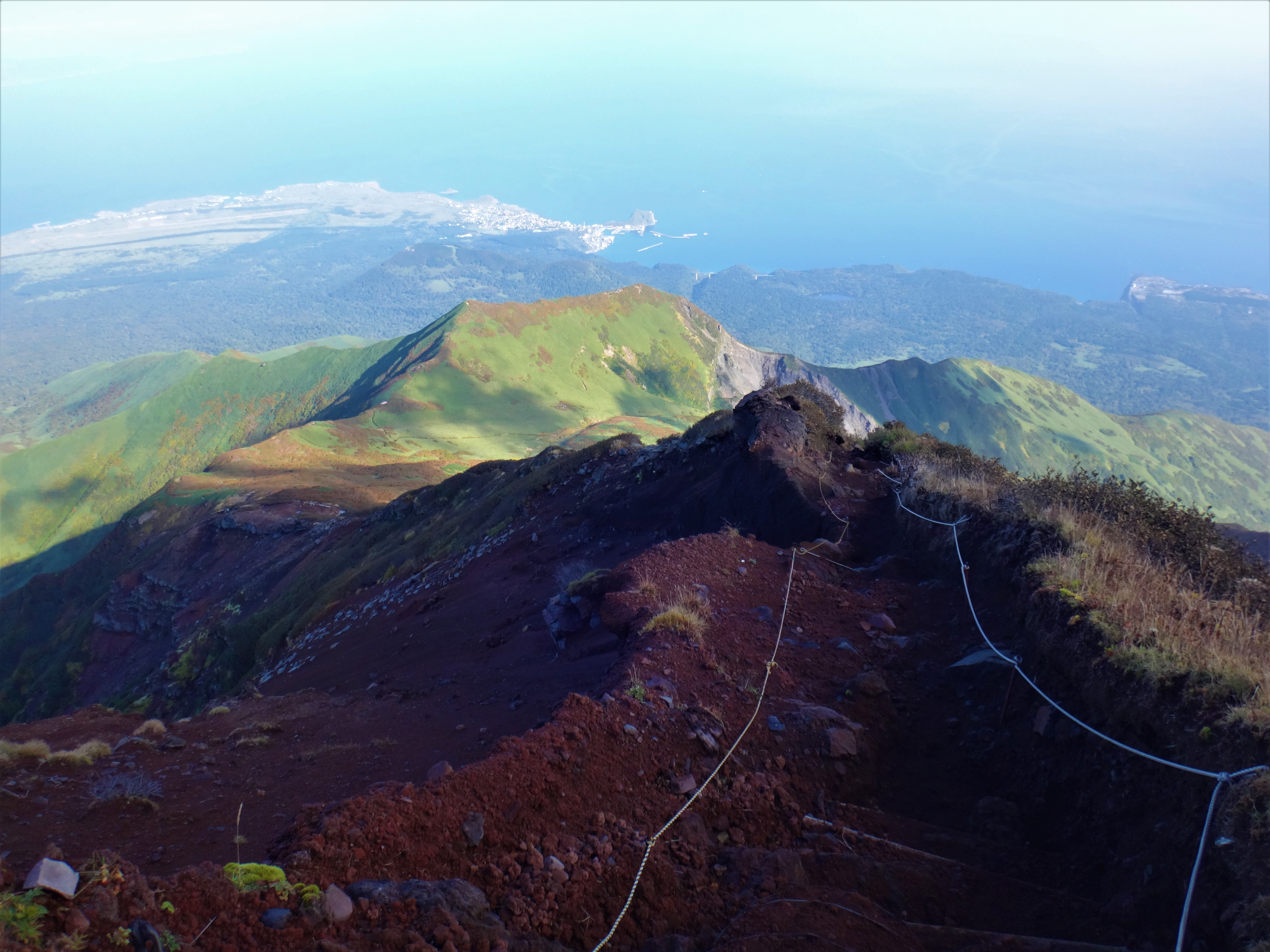
Крутий підйом до 9-ї станції
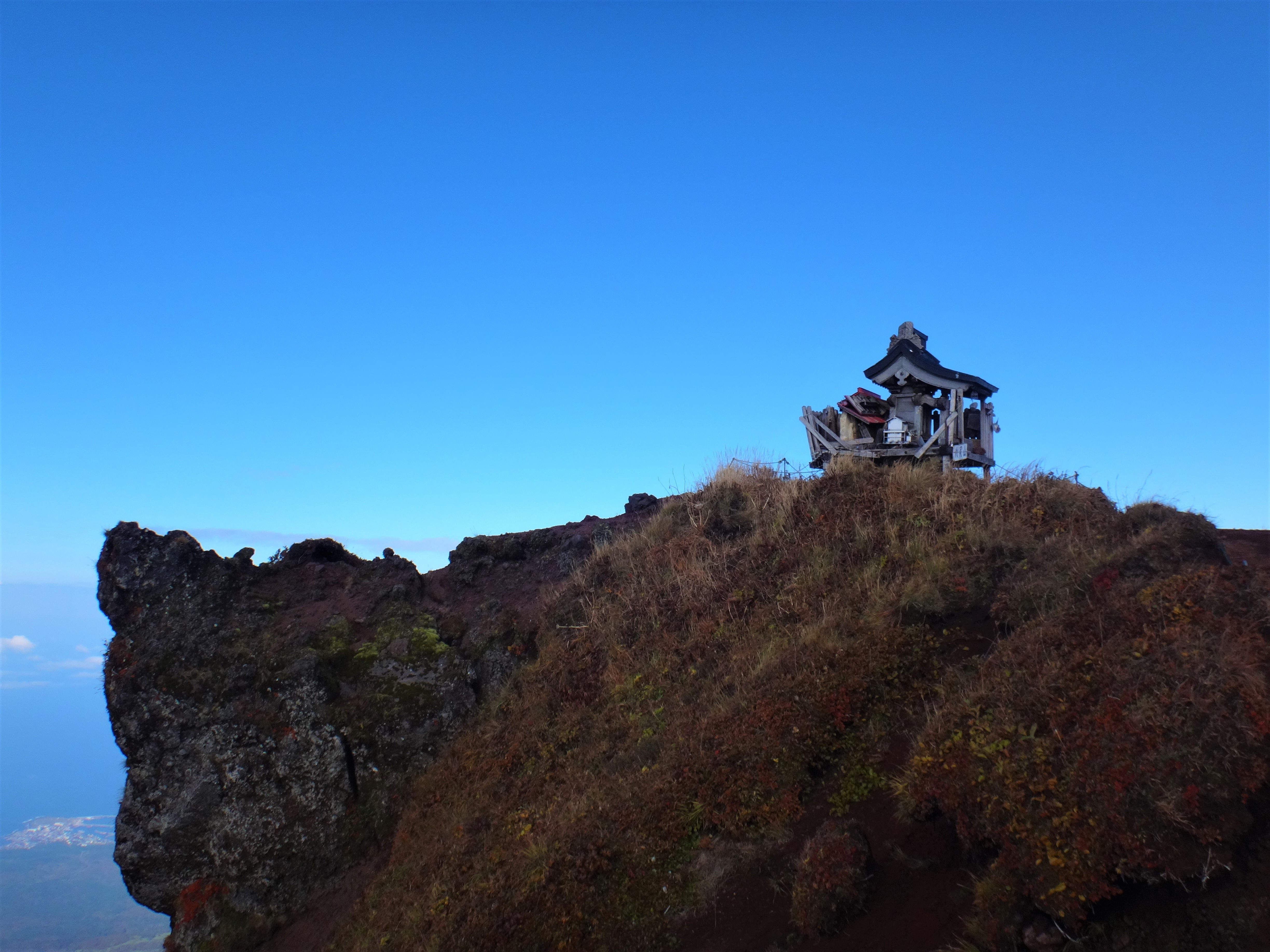
Хребет Ясе на вершині гори Рісірі
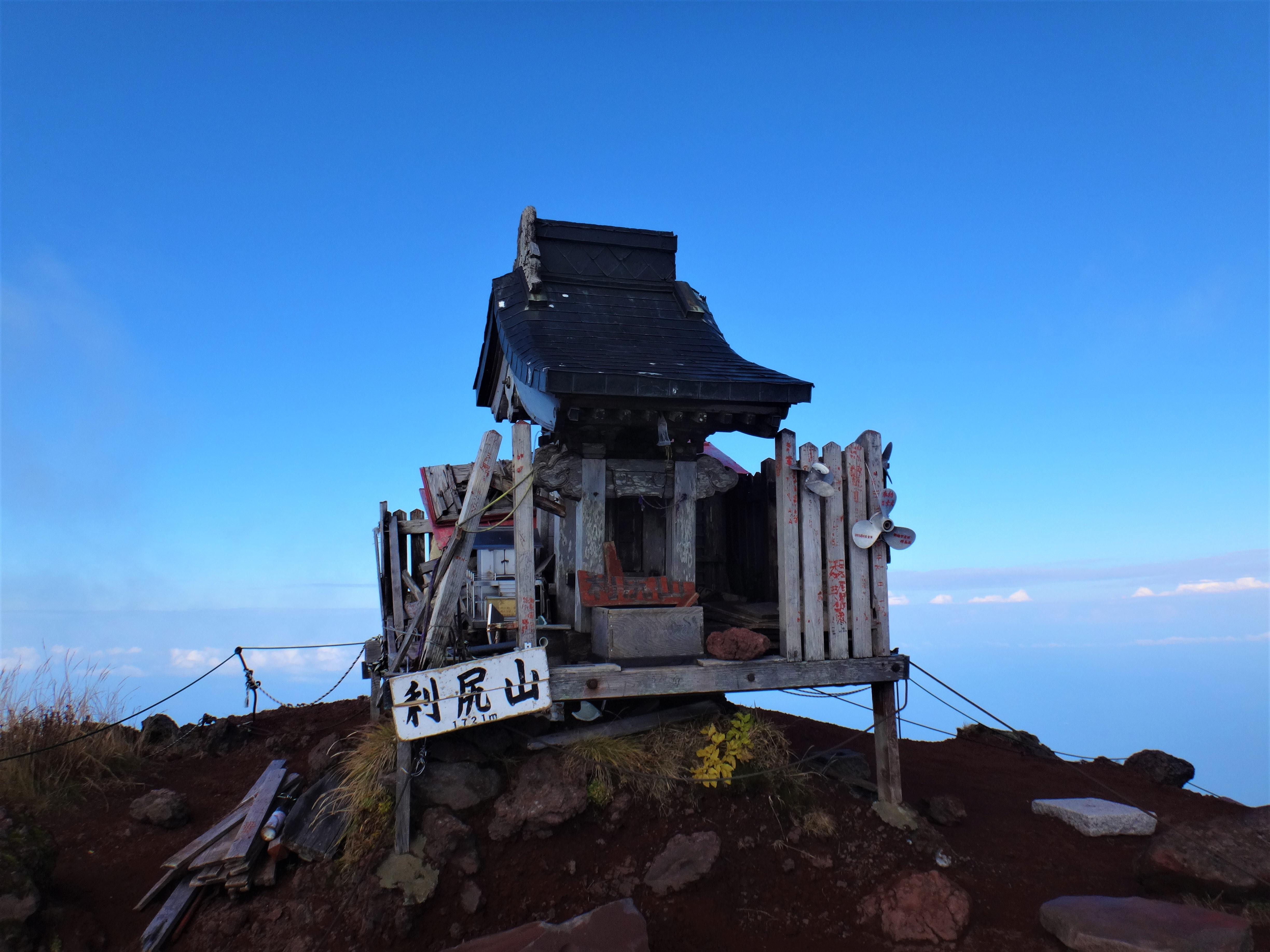
Храм на вершині гори
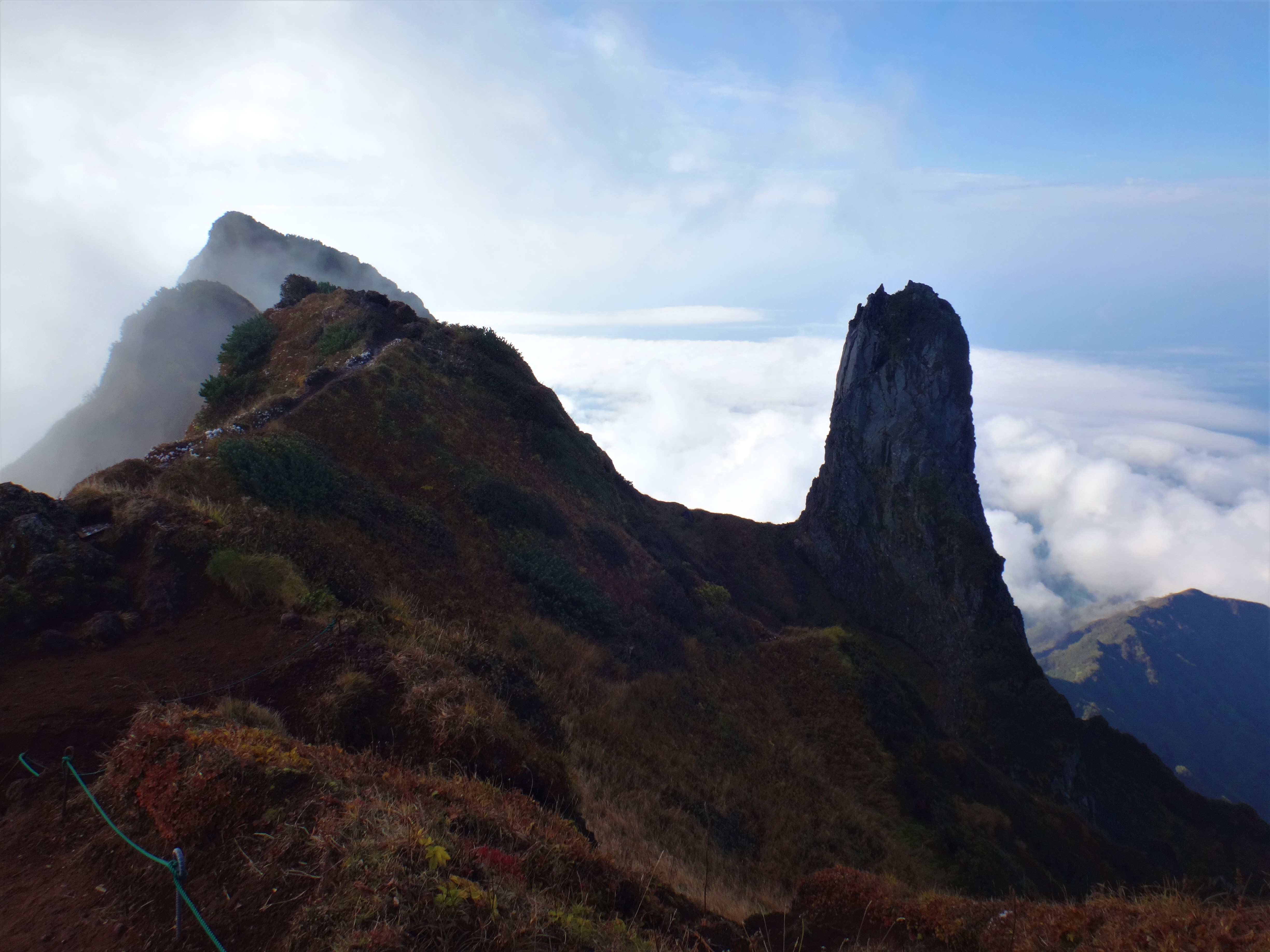
Південний пік і скеля-свічка, видно з північного піку
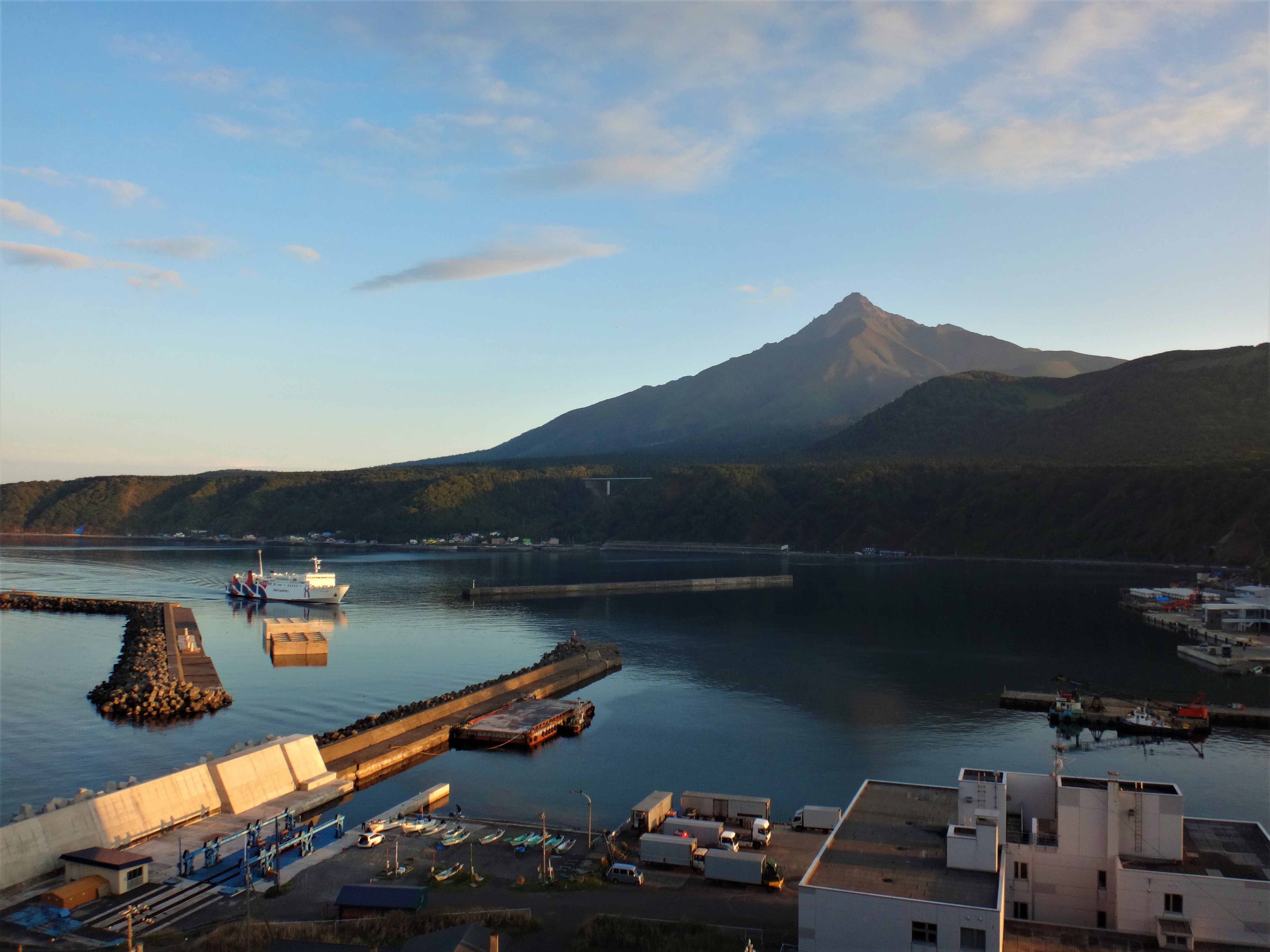
Вид на гору Рісірі з порту Ошідомарі
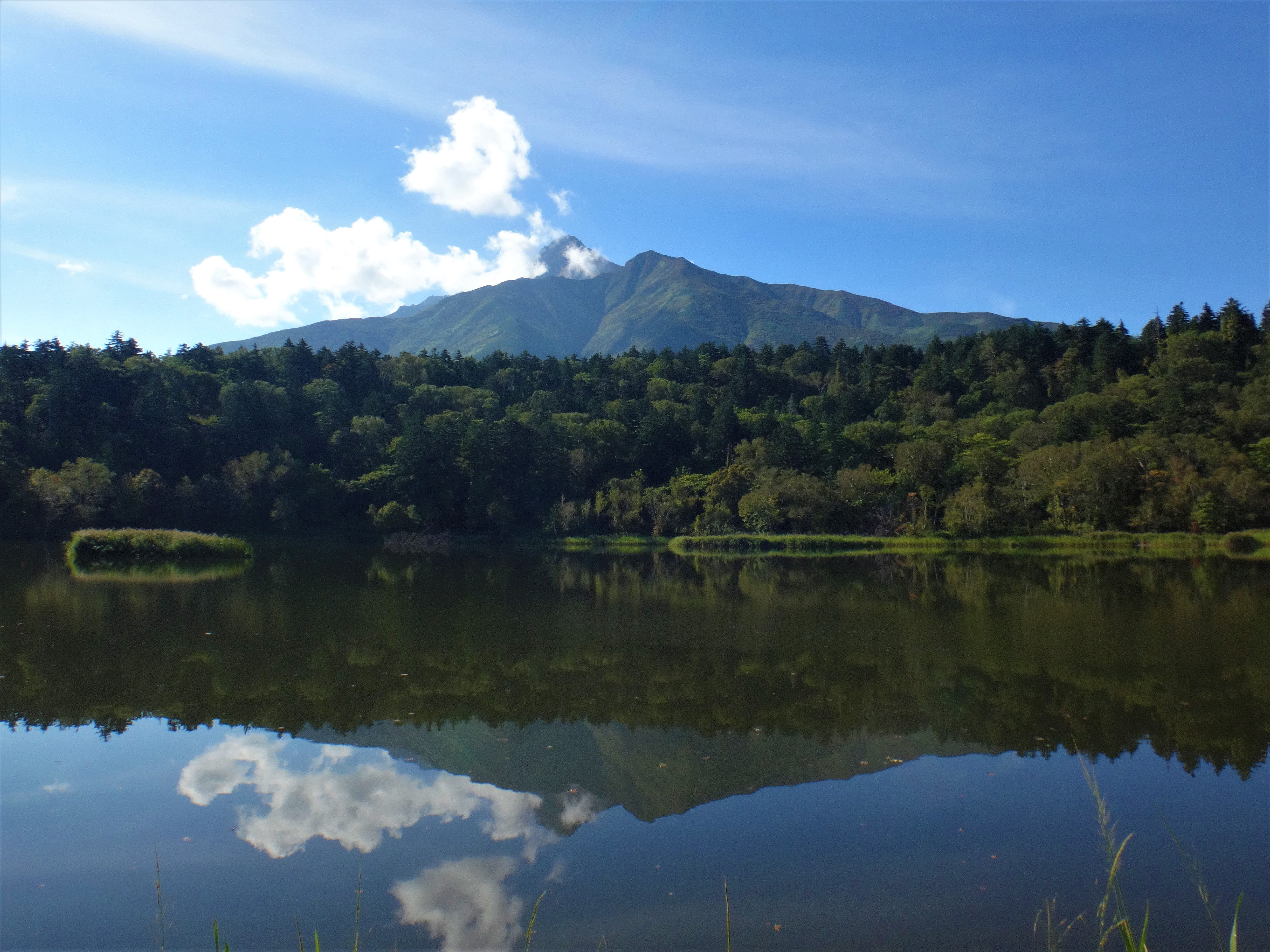
Гора Рішірі з Хіменуми
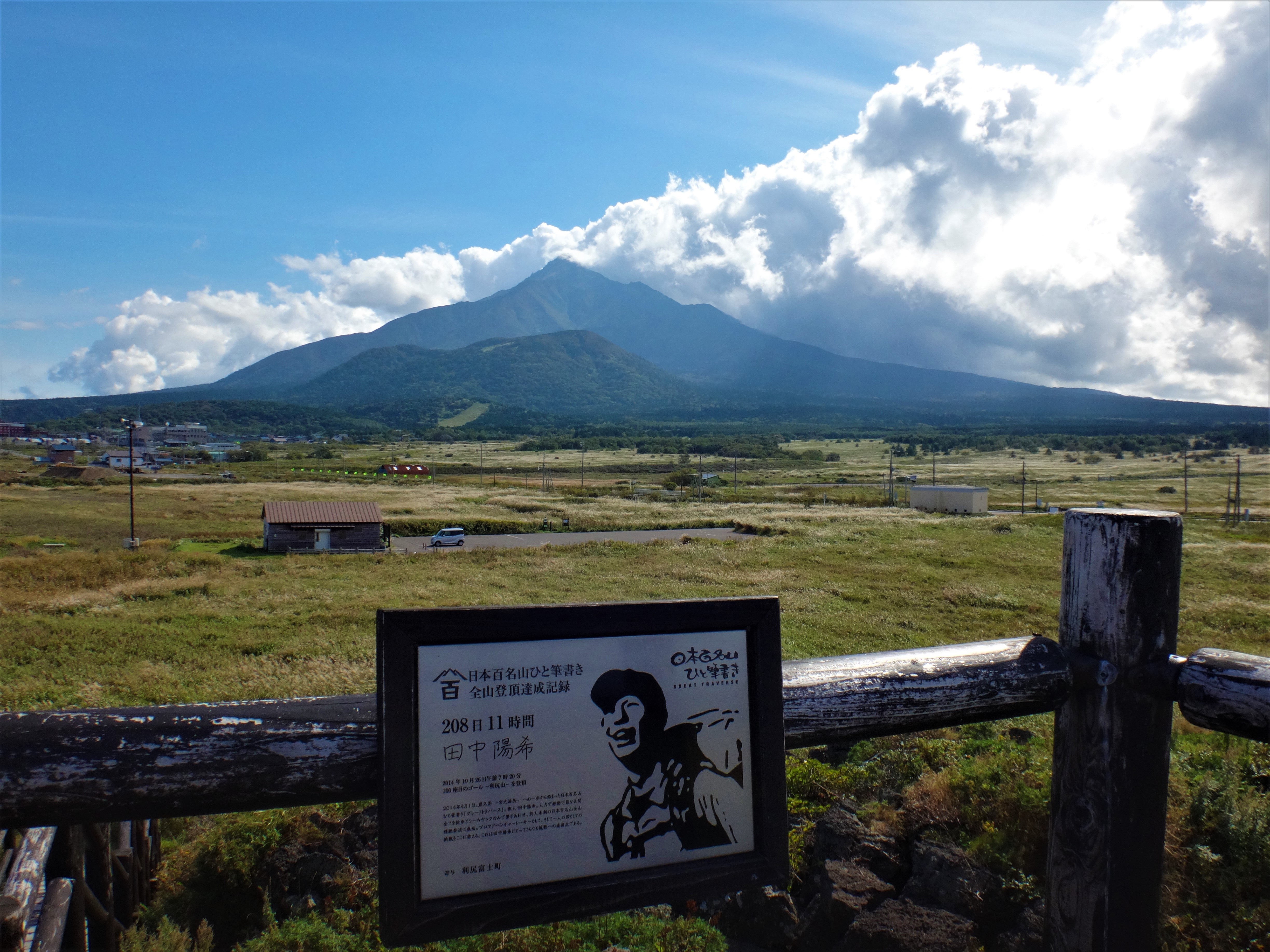
Гора Рісірі з Фудзіноєнчі